# Gazda
Gazda is een historisch merk van hulpmotoren en motorfietsen.
De bedrijfsnaam was: Ing. Anton Gazda, Wenen.
Dit was een Oostenrijkse fabrikant die in 1924 147cc-tweetakt-hulpmotoren bouwde. Het was een bijzondere motor met een zeer lange zuiger zonder spoelpoorten. Waarschijnlijk betrof het een getrapte zuiger zoals die ook in 1919 door Dunelt was gebruikt.
Het in het carter gecomprimeerde mengsel stroomde langs uitwendige spoelkanalen naar de bovenzijde van de zuiger. De krukas zat boven de cilinder en werd met de zuiger verbonden door twee uitwendige drijfstangen. Waarschijnlijk produceerde Gazda in 1926 en 1927 ook een klein aantal motorfietsen. Hij werd echter vooral bekend door het Gazda-bladverenstuur.